# Uwe Topper
Uwe Topper (Breslau, 1940), escritor alemán.

## Biografía
Uwe Topper es autor de dos docenas de libros y artículos sobre temas antropológicos, históricos y lingüísticos. Se crio en Alemania pero empezó a viajar desde joven a Oriente Próximo, donde aprendió árabe y se familiarizó con el islam, realizando estudios en Lahore (Pakistán). Tras una década de estudios de campo en India, Pakistán y Afganistán se trasladó a España y Marruecos, donde se dedicó al estudio del arte rupestre y la cultura bereber. Hoy vive en Berlín.
Su primer libro, Das Erbe der Giganten (La herencia de los gigantes; 1977) expresa la tesis que las antiquísimas civilizaciones andaluzas, y en concreto la ciudad de Cádiz, inspiraron la Atlántida de Platón. Defendía con argumentos geológicos la existencia de un cataclismo cósmico, que habría destruido estas civilizaciones, anteriores a los tartesos y cambiado parcialmente la geografía de la península ibérica.
Aunque la parte central de su teoría nunca fue aceptada por la mayoría de los académicos, sus trabajos sobre arte rupestre y cultura bereber fueron acogidos con respeto y publicados por varias instancias científicas, por ejemplo en Almogaren, la revista del Institutum Canarium (IC) y en el anuario de la Universidad de Cádiz. Además, la Diputación de Cádiz publicó en 1988 un catálogo suyo que recoge y clasifica todas las cuevas con pintura rupestre en la provincia de Cádiz conocidas hasta este momento; varias de ellas descubiertas por él mismo. Ha sido, además, asiduo conferenciante de los cursos de verano de la Universidad de Cádiz.
Topper publicó además en alemán varios libros sobre la cultura marroquí, como un ensayo científico sobre los sufíes del Magreb, un manual de la geomancia, hasta hoy utilizada en Marruecos, y una recopilación de cuentos populares bereberes; ésta también aparecida en castellano (Cuentos populares de los bereberes, Miraguano 1993). 
A partir de los años noventa, Topper contactó con un grupo de investigadores alemanes que ponen en tela de juicio la cronología convencional de la historia y defienden que ésta debe ser revisada y acortada considerablemente. La mayor parte de los libros de Topper aparecidos en la última década se ocupan de este tema y de la creación del calendario, aunque ninguno ha sido traducido al castellano.

## Libros de Uwe Topper
- 1977: Das Erbe der Giganten. Untergang und Rückkehr der Atlanter (Walter Verl. Olten & Freiburg)
- 1986: Märchen der Berber (Diederichs, Colonia)
- 1988: Wiedergeburt. Das Wissen der Völker (Rowohlt. Reinbek /Hamburgo)
- 1988: Erdbefragung. Anleitung zur Geomantik (Knaur. Múnich)
- 1988: Arte Rupestre en la Provincia de Cádiz (Diputación de Cádiz)
- 1991: Sufis und Heilige im Maghreb. Marokkanische Mystik (Diederichs, Colonia)
- 1993: Das letzte Buch. Die Bedeutung der Offenbarung des Johannes (Hugendubel, Múnich)
- 1993: Cuentos populares de los Bereberes (Miraguano Ed., Madrid)
- 1998: Die "Große Aktion". Europas erfundene Geschichte (Grabert, Tubinga)
- 1999: Erfundene Geschichte. Unsere Zeitrechnung ist falsch (Herbig, Múnich)
- 2001: Fälschungen der Geschichte. Von Persephone bis Newtons Zeitrechnung (Herbig, Múnich)
- 2003: horra. Die ersten Europäer (Grabert, Tubinga)
- 2003: ZeitFälschung. Es begann mit der Renaissance (Herbig, Múnich)
- 2006: KalenderSprung. Falsche Geschichtsschreibung bestimmt die Zukunft (Tubinga)
- 2016: Das Jahrkreuz. Sprünge im Verlauf der Zeit (Tubinga)